# سعود قمر
سعود قمر (بالإنجليزية: Saud Qamar) (مواليد 14 مايو 1980) هو لاعب كريكت يلعب ضمن صفوف منتخب الكويت الوطني للكريكت. شارك في بطولة دوري الكريكت العالمي القسم السادس 2013.
لعب سعود قمر في مركز الضارب الأيمن خلال مشاركاته الدولية، وتميّز بأسلوب ضرب يدوي تقليدي. كما برع في الرمي باليد اليمنى بأسلوب الـ Off break، مما أضاف تنوعًا وقيمة تكتيكية لخط المنتخب الكويتي.
وبعد اعتزاله اللعب، واصل دعم رياضة الكريكت في الكويت من خلال نشاطه في مجالات العلاقات العامة، حيث شغل منصب رئيس العلاقات العامة ضمن الجهود الرامية إلى تطوير اللعبة محليًا.

## وصلات خارجية
- سعود قمر على ESPNcricinfo